# 관촌초등학교 상월분교
관촌초등학교 상월분교는 대한민국 전라북도 임실군에 있었던 공립 초등학교이다. 1999년 9월 1일 관촌초등학교 본교로 통합되었다.

## 학교 연혁
- 1936년 5월 1일 : 관촌공립보통학교 부설 상월간이학교 설립인가
- 1945년 5월 6일 : 상월공립국민학교로 승격
- 1946년 9월 30일 : 현 위치로 교사 신축 이전
- 1976년 3월 3일 : 회봉분교장 개교
- 1993년 3월 1일 : 관촌국민학교로 편입
- 1999년 3월 1일 : 관촌초등학교로 통폐합